# Wahl des Legislativ-Yuans der Republik China (Taiwan) 1998
Die Wahl des Legislativ-Yuans der Republik China 1998 fand am 5. Dezember 1998 statt. Gewählt wurden die 225 Abgeordneten des Legislativ-Yuans, der gesetzgebenden Versammlung der Republik China auf Taiwan. Es handelte sich um die insgesamt dritte derartige Wahl seit der Demokratisierung in Taiwan Anfang der 1990er Jahre. Die Wahl wurde durch die Kuomintang gewonnen, die damit ihre Regierungsmehrheit behaupten konnte. Die Wahlbeteiligung betrug 68,1 %. Am selben Tag fanden auch die Bürgermeisterwahlen in den beiden größten Städten Taipei und Kaohsiung statt.

## Vorgeschichte
Der Wahlkampf wurde im Wesentlichen zwischen drei Parteien ausgefochten, der Kuomintang (KMT), der Demokratischen Fortschrittspartei (DPP) und der Xindang. Parallel zur Wahl des Legislativ-Yuans fanden Bürgermeisterwahlen in Taipei und Kaohsiung statt. Die Wahlkämpfe vermischten sich dabei sehr stark und die Protagonisten in Taipei und Kaohsiung wurden auch zu Hauptakteuren im landesweiten Wahlkampf. Prominentestes Gesicht der DPP in der Wahlkampagne war Chen Shui-bian, der populäre Bürgermeister von Taipei. Ihm stand bei der Bürgermeisterwahl in Taipei der ebenfalls sehr populäre Ma Ying-jeou von der Kuomintang gegenüber. Auf etwas weniger Medieninteresse stieß die Bürgermeisterwahl in der zweitgrößten Stadt, Kaohsiung, wo sich Amtsinhaber Wu Den-yih (KMT) und sein Herausforderer Frank Hsieh (DPP) gegenüberstanden.
Der Stimmenanteil der Kuomintang war bei den letzten beiden Wahlen kontinuierlich zurückgegangen, so dass manche Wahlbeobachter schon deren baldigen vollständigen Bedeutungsverlust und die Machtübernahme der DPP voraussagten. Seit den 1980er Jahren hatte ein innerer Umbau der KMT begonnen, der in den 1990er Jahren durch den Parteivorsitzenden Lee Teng-hui weiter vorangetrieben wurde. Während die alte Machtelite der KMT sich früher fast ausschließlich aus Personen zusammensetzte, die ihre familiären Wurzeln auf dem chinesischen Festland hatten, kam es zu einer fortschreitenden „Taiwanisierung“ der Partei, d. h. immer mehr Kader, die von der Insel Taiwan stammten, stiegen in Führungspositionen auf. Das offizielle KMT-Parteiziel der Wiedervereinigung mit dem chinesischen Festland wurde jedoch nicht aufgegeben. Auch in Reaktion auf diese innere Transformation der KMT hatte sich die Xindang („Neue Partei“) 1993 von der Kuomintang abgespalten. Die Xindang vertrat in Bezug auf das Verhältnis zu Festlandchina einen deutlich konservativeren Kurs und verlangte ein striktes Festhalten an der „Ein-China-Politik“ und am Ziel der baldigen Wiedervereinigung mit dem Festland. Die Xindang bezog ihre Wähler überproportional aus Bevölkerungsschichten, die vom Festland stammten und einen durchschnittlich höheren Bildungsgrad hatten. Bei der letzten Wahl des Legislativ-Yuans 1995 hatte die Xindang 13 % der Stimmen erhalten.
Der Kuomintang und Xindang stand die Demokratische Fortschrittspartei (DPP) gegenüber, die aus der Oppositionsbewegung gegen die jahrzehntelange Einparteienherrschaft der Kuomintang hervorgegangen war, ihr Wählerreservoir vor allem in der einheimischen taiwanischen Bevölkerung hatte und in der Frage des Verhältnisses zur Volksrepublik China einen gegensätzlichen Standpunkt vertrat. Die DPP betonte von Anfang an die Eigenständigkeit und Unabhängigkeit Taiwans von China. Am 6. Oktober 1996 spaltete sich von der DPP die Taiwan-Unabhängigkeitspartei ab, die in der Frage der Unabhängigkeit einen kompromissloseren Standpunkt vertrat und das vermeintliche politische Taktieren der DPP ablehnte. 1998 hatte sich die „Neue Nationalallianz“ gebildet, die gleichermaßen einen radikalen Unabhängigkeitsstandpunkt vertrat.
Neben dem immer wieder aufkommenden Thema der Identität Taiwans und seinem Verhältnis zur Volksrepublik China kamen im Wahlkampf eine Vielzahl von Themen zur Sprache, wie Internationalisierung und Modernisierung, Wirtschaftsreformen und Umweltschutz.
Um die Parlamentssitze bewarben sich insgesamt 499 Kandidaten von elf politischen Parteien bzw. unabhängige Kandidaten.

Taiwanische Politiker
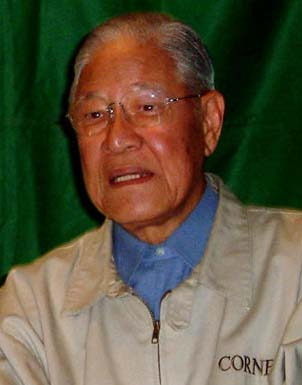
Präsident Lee Teng-hui (2004), KMT
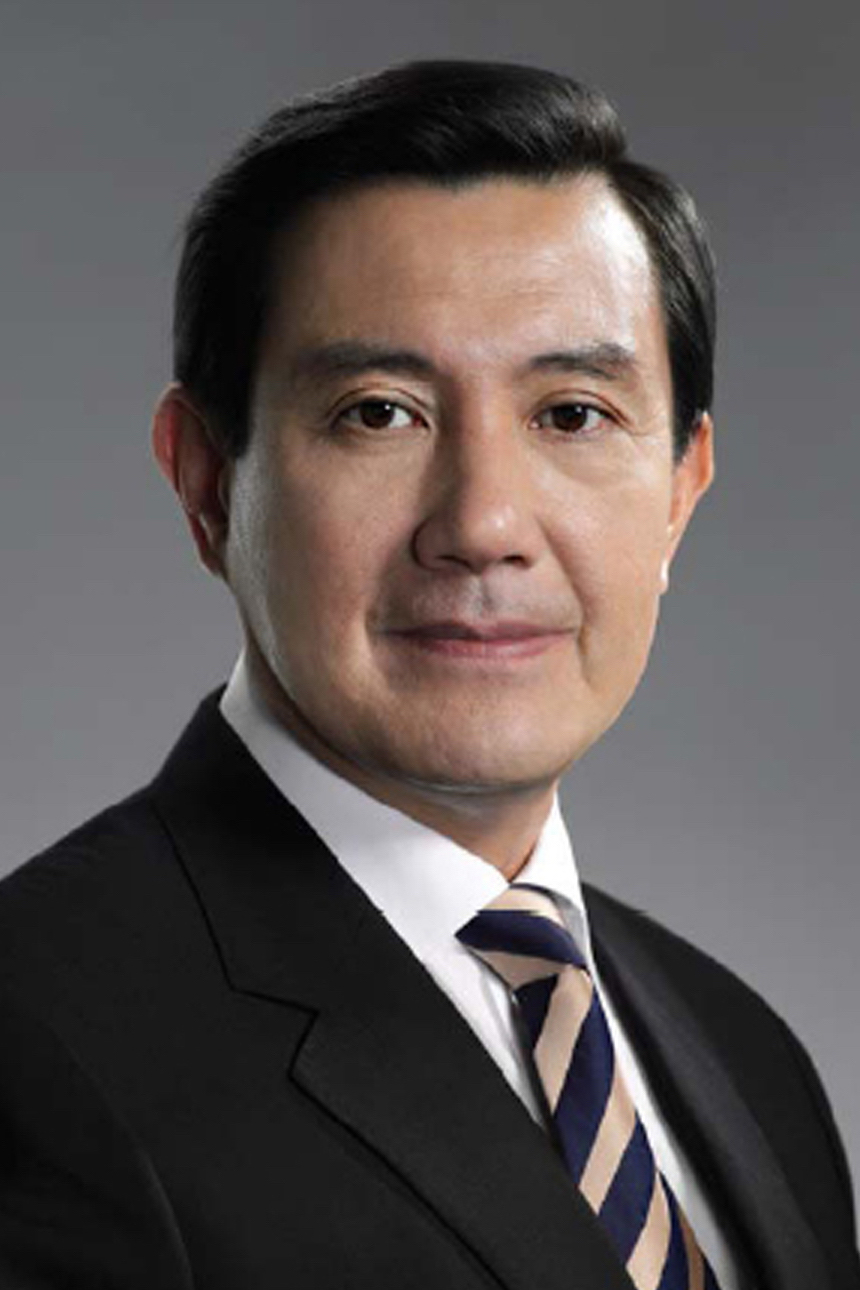
Ma Ying-jeou (2008) KMT-Kandidat in Taipei
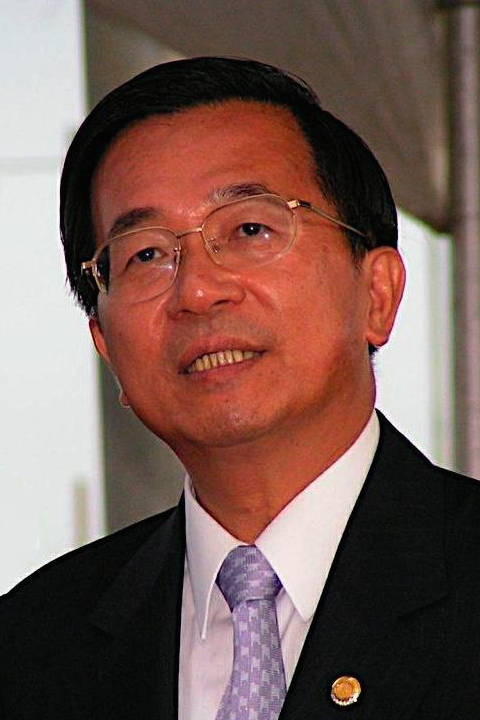
Chen Shui-bian (2009), DPP-Bürgermeister von Taipei
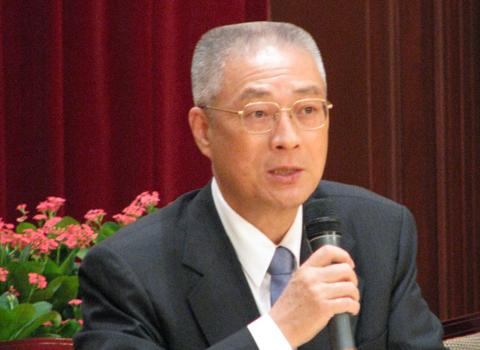
Wu Den-yih (2009) KMT-Bürgermeister in Kaohsiung
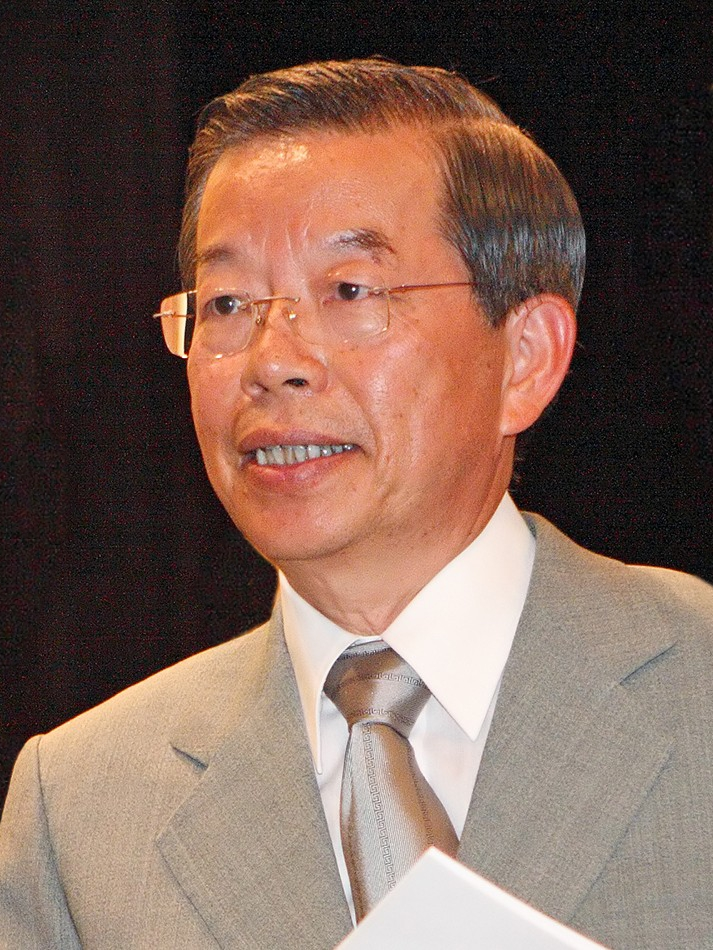
Frank Hsieh (2008), DPP-Kandidat in Kaohsiung

## Wahlmodus
Im Jahr 1997 war ein Verfassungszusatz in Kraft getreten, der die Kompetenzen des Legislativ-Yuans gegenüber der Regierung (des Exekutiv-Yuans) erweiterte. Außerdem wurde die Zahl der gewählten Mitglieder des Legislativ-Yuans von 164 auf 225 Mitglieder erhöht. Dies fand im Rahmen einer größeren Umbildung der politischen Strukturen Taiwans statt. Im Rahmen dieser Reform wurde die taiwanische Provinzialversammlung aufgelöst und das Amt des Gouverneurs der Provinz Taiwan abgeschafft. Die Erhöhung der Mandatszahl geschah auch, um damit den Mitgliedern der ehemaligen Provinzialversammlung ein neues Betätigungsfeld zu eröffnen und die Akzeptanz der Reform zu erhöhen. 58 Abgeordnete der ehemaligen Provinzialversammlung (darunter 34 KMT, 13 DPP) kandidierten in Folge bei der Wahl des Legislativ-Yuans. Von den 225 Abgeordneten wurden 168 in Mehrpersonen-Wahlkreisen nach dem Modus der einfachen nicht-übertragbaren Stimmgebung gewählt, die indigenen Völker Taiwans wählen 8 Vertreter in entsprechenden Wahlkreisen und 8 Abgeordnete wurden von den Auslandstaiwanern gewählt. Weitere 41 Abgeordnete wurden entsprechend dem landesweiten Stimmenanteil der Parteien besetzt. Dabei galt eine 5-Prozent-Sperrklausel.

## Ergebnisse
Insgesamt gaben von den 14.961.938 Wahlberechtigten 10.188.302 ihre Stimme ab, womit die Wahlbeteiligung bei 68,1 % lag. 10.035.829 Stimmen waren gültig und 152.473 Stimmzettel (1,5 %) ungültig oder leer. Zu den abgegebenen Stimmen zählten 76.134 gültige Stimmen der Ureinwohner aus dem Hochland und 60.253 aus dem Tiefland. Die Wahlbeteiligung der Ureinwohner lag bei 59,4 % bzw. 51,4 %.
Die Wahlbeteiligung den beiden Städten Taipei und Kaohsiung war mit 80,9 bzw. 80,5 % wesentlich höher. In beiden Städten kam es zum Machtwechsel. Die Bürgermeisterwahl in Taipei gewann Ma Ying-jeou (KMT) gegen Chen Shui-bian (DPP), während bei der Bürgermeisterwahl in Kaohsiung Frank Hsieh (DPP) sich sehr knapp gegen Wu Den-yih (KMT) durchsetzte.
| Partei                            | Partei                                                       | Stimmen    | Stimmen | Mandate | Mandate   | Mandate    | Mandate      | Sitze gesamt | Sitze gesamt | Sitze gesamt |
| Partei                            | Partei                                                       | Zahl       | in %    | Listen- | Auslands- | Wahlkreis- | Ureinwohner- | Zahl         | %            | +/-          |
| --------------------------------- | ------------------------------------------------------------ | ---------- | ------- | ------- | --------- | ---------- | ------------ | ------------ | ------------ | ------------ |
|                                   | Kuomintang (中國國民黨)                                      | 4.659.679  | 46,4    | 23      | 4         | 90         | 6            | 123          | 54,7         | +38          |
|                                   | Demokratische Fortschrittspartei (民主進步黨)                | 2.966.834  | 29,6    | 15      | 3         | 52         | 0            | 70           | 31,1         | +16          |
|                                   | Xindang (新黨)                                               | 708.465    | 7,1     | 3       | 1         | 7          | 0            | 11           | 4,9          | −10          |
|                                   | Demokratische Union Taiwans (民主聯盟)                       | 375.118    | 3,7     | 0       | 0         | 4          | 0            | 4            | 1,8          | neu          |
|                                   | Neue Nationalallianz (新國家連線)                            | 157.826    | 1,6     | 0       | 0         | 1          | 0            | 1            | 0,4          | neu          |
|                                   | Taiwan-Unabhängigkeitspartei (建國黨)                        | 145.118    | 1,5     | 0       | 0         | 1          | 0            | 1            | 0,0          | neu          |
|                                   | Unparteiische Demokratische Union (全國民主非)               | 66.033     | 0,7     | 0       | 0         | 1          | 2            | 3            | 0,0          | +3           |
|                                   | Grüne Partei Taiwans (綠黨)                                  | 8.089      | 0,1     | 0       | 0         | 0          | 0            | 0            | 0,0          | neu          |
|                                   | Chinesische Partei der taiwanischen Ureinwohner (中國台灣原) | 1.171      | 0,0     | 0       | 0         | 0          | 0            | 0            | 0,0          | 0            |
|                                   | Jungchina-Partei (中國青年黨)                                | 723        | 0,0     | 0       | 0         | 0          | 0            | 0            | 0,0          | neu          |
|                                   | Nationaldemokratische Partei Taiwans (國家民主黨)            | 342        | 0,0     | 0       | 0         | 0          | 0            | 0            | 0,0          | neu          |
|                                   | Unabhängige                                                  | 946.431    | 9,4     | 0       | 0         | 12         | 0            | 12           | 5,3          | +8           |
| Gesamt                            | Gesamt                                                       | 10.035.829 | 100     | 41      | 8         | 168        | 8            | 225          | 100,0        | +61          |
| Quelle: Wahlkommission von Taiwan |                                                              |            |         |         |           |            |              |              |              |              |

Von den 225 gewählten Abgeordneten waren 182 Männer und 43 (19,1 %) Frauen.

Wahlkreisergebnisse (stimmenstärkste Parteien). Alle Unabhängigen sind zusammengezählt. Kuomintang DPP Demokratische Union Taiwans Unabhängige
Wahlkreisergebnisse in hexagonaler Darstellung:

- Wahlkreisergebnisse in hexagonaler Darstellung:
Kuomintang
DPP
Xindang
Unparteiische Demokratische Union 
Demokratische Union Taiwans
Taiwan-Unabhängigkeitspartei
Neue Nationalallianz
Unabhängige

## Nach der Wahl

Zusammensetzung des neu gewählten Legislativ-Yuans:

Oberflächlich betrachtet schien das Wahlergebnis einen Wendepunkt zu markieren. Der scheinbar kontinuierliche Stimmenverlust der Kuomintang seit Einleitung der Demokratisierung in Taiwan Anfang der 1990er Jahre setzte sich nicht fort, sondern die KMT konnte an Wählerstimmenanteil und Mandatsanteil leicht zulegen, ihre relative Parlamentsmehrheit ausbauen und somit ihren Abwärtstrend stoppen. Der Konsolidierung der KMT standen jedoch deutliche Verluste der Xindang gegenüber, so dass der Stimmenanteil des „pan-blauen Lagers“ eher abnah. Die DPP erlitt zwar Verluste, jedoch war der Stimmenanteil des pan-grünen-Lagers, das neben der DPP zwei Parteien umfasste, die sich von der DPP abgespalten hatten – die Taiwanische Unabhängigkeitspartei und die Neue Nationalallianz – mit 32,7 % nur geringfügig niedriger als das vorangegangene DPP-Wahlergebnis (33,2 %).
Von westlichen Beobachtern wurde der Ablauf der Wahlen ganz überwiegend positiv bewertet. In Taiwan entwickle sich nach der jahrzehntelangen Einparteienherrschaft der KMT eine lebendige Mehrparteien-Demokratie. Kritisiert wurde allerdings, dass die Praxis des Stimmenkaufs immer noch sehr verbreitet sei. Außerdem wurde die Verquickung vieler Politiker in undurchsichtige geschäftliche Aktivitäten kritisch gesehen. Einige Politiker mit bekannten Verbindungen zur organisierten Kriminalität seien ins Parlament gewählt worden und manche Wahlkampfaktivitäten seien regelrecht als Schmutzkampagne geführt worden.